# Esquirol nan del mont Mengkoka
L'esquirol nan del mont Mengkoka (Prosciurillus abstrusus) és una espècie de rosegador de la família dels esciúrids. És endèmic de les muntanyes Mengkoka, al sud-est de Sulawesi (Indonèsia). El seu hàbitat natural són els boscos de montà mitjà. Pot ser que estigui amenaçat per la caça i l'expansió de les zones urbanes. L'únic exemplar conegut d'aquesta espècie fou trobat a la dècada del 1950.